# Zec Batiscan-Neilson
Pour les articles homonymes, voir Batiscan et Neilson.
La zec Batiscan-Neilson est une zone d'exploitation contrôlée, située dans le territoire non organisé du Lac-Blanc, dans la Municipalité régionale de comté (MRC) de Portneuf, dans la zone administrative de la Capitale-Nationale, sur la rive-nord du fleuve Saint-Laurent, province de Québec, Canada.

## Principaux attraits
Un magnifique belvédère situé au km 9 du secteur Saguenay (chemin lac William) permet d'admirer le panorama sur la vallée du "cap des sept côtes" qui est entourée de magnifiques montagnes. 

## Histoire
En 1978, à la suite de l'abolition par le Gouvernement du Québec des clubs privés, la Zec Batiscan-Neilson a été constituée.

## Géographie
Le territoire de la zec fait partie du bassin versant de la Rivière Sainte-Anne (Mauricie) qui se déverse dans le Fleuve Saint-Laurent à Sainte-Anne-de-la-Pérade. Cette zec est bornée au nord par la Zec de la Rivière-Blanche et la Réserve faunique des Laurentides.
La pointe nord de la Zec touche l'extrémité sud-est du lac Batiscan. Le territoire de la Zec compte 356 lacs.
La zec a une forme de triangle qui est charcuté en partie par la vallée de la rivière Neilson et une petite zone.

## Toponymie
Le toponyme zec Batiscan-Neilson tire son origine de la rivière Neilson qui coule dans le Canton Neilson, à partir de l'extrémité nord du territoire de la Zec. Cette rivière coule d'abord vers le sud, puis bifurque vers l'ouest. Elle quitte le territoire en se redirigeant à nouveau vers le sud, pour aller se jeter dans la Rivière Sainte-Anne (Mauricie).
À une cinquantaine de kilomètres au nord-ouest de Québec, le canton Neilson a une forme irrégulière. Traversé par la rivière Neilson, ce canton inclut notamment les lacs Aaron et Picard. Ce canton se situe dans le prolongement de la seigneurie Saint-Gabriel et du fief Hubert.
Adoptée vers 1916, l'appellation Neilson pour le canton rend hommage à John Neilson (1776-1848). Par son œuvre de vie publique, il a contribué grandement à la mise en valeur de la région dès le début du XIXe siècle. Originaire d'Écosse, il est venu vivre chez son frère Samuel qui s'était porté acquéreur de la Gazette de Québec. Dès 1793, John hérita du journal et de l'imprimerie. En atteignant sa majorité en 1796, il est devenu rédacteur-propriétaire de cet hebdomadaire. Vers 1816, Neilson contribua à recruter des colons européens, surtout des Irlandais, et les encouragea à s'établir à l'intérieur des seigneuries voisines du canton, dans une zone qui plus tard deviendra Valcartier. John Neilson a été élu plusieurs fois député du comté de Québec. Il a complété son dernier mandat de député de 1842 à 1844 dans le parlement du Canada-Uni.
Le toponyme zec Batiscan-Neilson a été inscrit le 5 août 1982 à la Banque des noms de lieux de la Commission de toponymie du Québec.